# Terminalia chicharronia
Terminalia chicharronia är en tvåhjärtbladig växtart. Terminalia chicharronia ingår i släktet Terminalia och familjen Combretaceae.

## Underarter
Arten delas in i följande underarter:
- T. c. chicharronia
- T. c. domingensis
- T. c. neglecta
- T. c. orientensis